# Ordine del commissario

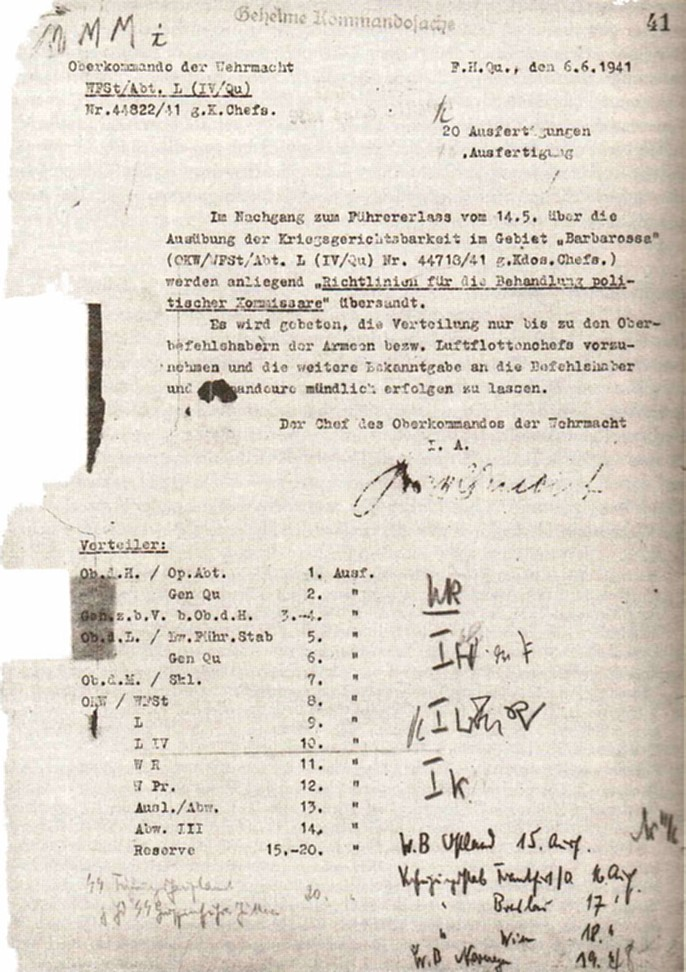
La prima pagina dell'Ordine

L'Ordine del commissario (in tedesco: Kommissarbefehl) venne emesso dall'alto comando della Germania nazista (OKW) il 6 giugno 1941, prima dell'avvio dell'Operazione Barbarossa.
Il suo nome ufficiale era Linee guida per il trattamento dei commissari politici (Richtlinien für die Behandlung politischer Kommissare). Ordinava alla Wehrmacht che ogni commissario politico sovietico identificato fra le truppe catturate, doveva essere sottoposto ad esecuzione sommaria come sostenitore dell'ideologia giudaico-bolscevica nelle forze armate.
Secondo questo ordine, tutti quei prigionieri che potessero essere identificati come "profondamente bolscevizzati o come rappresentanti attivi dell'ideologia bolscevica" dovevano essere uccisi . L'ordine fu accolto da diverse proteste in seno alla Wehrmacht, per motivi umanitari, legalistici (portando la divisa e partecipando ai combattimenti i Commissari non avrebbero dovuto considerarsi diversi dagli altri combattenti) o pratici (fu notato che tale ordine aumentava la determinazione al combattimento e alienava le simpatie della popolazione civile): tra coloro che espressero delle lamentele si possono ricordare il Feldmaresciallo Fedor von Bock e il Capo dell'Abwehr Wilhelm Canaris.
Durante il processo di Norimberga, l'ordine fu una delle prove che l'accusa usò per dimostrare la colpa degli imputati nel terzo capo d'accusa, quello di Crimini di guerra.

## Contesto storico
La pianificazione dell'Operazione Barbarossa iniziò nel giugno 1940. Nel dicembre 1940, Hitler iniziò a inviare vaghe direttive preliminari ai generali su come doveva essere condotta la guerra, lasciando loro l'opportunità di valutare la reazione alle questioni riguardanti la collaborazione con le SS nel "rendere innocui" i bolscevichi. La Wehrmacht era già in una certa misura politicizzata, avendo partecipato alle uccisioni extra-legali di Ernst Röhm e dei suoi associati nel 1934, dei comunisti nei Sudeti nel 1938 e degli esiliati politici cechi e tedeschi in Francia nel 1940. Il 3 marzo 1941, Hitler spiegò ai suoi più stretti consiglieri militari come doveva essere condotta la guerra di annientamento. Lo stesso giorno, le istruzioni che incorporarono le richieste di Hitler andarono alla Sezione L dell'Oberkommando der Wehrmacht, sotto il vice capo Walter Warlimont: queste istruzioni fornirono la base per le "Linee guida in aree speciali - Istruzioni n. 21 (caso Barbarossa)" che trattarono, tra l'altro, dell'interazione tra esercito e SS nel teatro delle operazioni, derivante dalla "necessità di neutralizzare immediatamente i principali bolscevichi e i commissari".
Le discussioni proseguirono il 17 marzo durante una conferenza sulla situazione, alla quale erano presenti il generale Franz Halder, il generale Eduard Wagner e Adolf Heusinger. Hitler dichiarò: "L'intellighenzia stabilita da Stalin deve essere sterminata. La violenza più brutale deve essere usata nel Grande Impero Russo".
Il 30 marzo Hitler si rivolse a oltre 200 alti ufficiali nella Cancelleria del Reich. Tra i presenti ci fu Halder che registrò i punti chiave del discorso: Hitler sostenne che la guerra contro l'Unione Sovietica "non può essere condotta in modo cavalleresco" perché era una guerra di "ideologie e differenze razziali"; dichiarò inoltre che i commissari dovevano essere "liquidati" senza pietà perché erano "portatori di ideologie direttamente opposte al nazionalsocialismo". Hitler stipulò "l'annientamento dei commissari bolscevichi e dell'intellighenzia comunista" (ponendo in questo modo le basi per l'Ordine dei Commissari), respinse l'idea dei tribunali marziali per i crimini commessi dalle truppe tedesche e sottolineò la diversa natura della guerra in Oriente dalla guerra in Occidente.
Hitler era ben consapevole che questo ordine era illegale, ma assolse personalmente in anticipo tutti i soldati che violarono il diritto internazionale nell'applicare questo ordine. Disse che le Convenzioni dell'Aia del 1899 e del 1907 non si applicavano poiché i sovietici non le avevano firmate. L'Unione Sovietica, in quanto entità distinta dall'Impero russo, non firmò, infatti, la Convenzione di Ginevra del 1929. Al contrario, la Germania lo fece e fu quindi vincolata all'articolo 82 che afferma: "Nel caso in cui, in tempo di guerra, uno dei belligeranti non sia parte della Convenzione, le sue disposizioni rimarranno comunque in vigore tra i belligeranti che ne sono parte."
L'ordine era il seguente:
Nella battaglia contro il bolscevismo, non si deve contare sull'adesione del nemico ai principi dell'umanità o del diritto internazionale. In particolare ci si può aspettare che quelli di noi che vengono fatti prigionieri saranno trattati con odio, crudeltà e disumanità dai commissari politici di ogni tipo.
Le truppe devono essere consapevoli che:
1. In questa battaglia la misericordia o le considerazioni di diritto internazionale sono false. Sono un pericolo per la nostra stessa sicurezza e per la rapida pacificazione dei territori conquistati.
2. Gli artefici dei metodi di guerra barbarici e asiatici sono i commissari politici. Pertanto, contro di loro devono essere intraprese misure immediate e senza esitazione. Quando vengono catturati in battaglia sono quindi come una questione di routine da trattarsi con armi da fuoco.
Si applicano inoltre le seguenti disposizioni:
3. ... I commissari politici, come agenti delle truppe nemiche, sono riconoscibili dal loro distintivo speciale: una stella rossa con una falce e un martello intrecciati d'oro sulle maniche ... Devono essere immediatamente separati dai prigionieri di guerra, vale a dire già sul campo di battaglia. Ciò è necessario per togliere loro ogni possibilità di influenzare i soldati catturati. Questi commissari non devono essere riconosciuti come soldati; la protezione dovuta ai prigionieri di guerra secondo il diritto internazionale non si applica per loro. Quando sono stati separati, devono essere finiti.
4. I commissari politici che non si sono resi colpevoli di alcuna azione nemica, né sono sospettati di ciò, dovrebbero essere lasciati indisturbati per il momento. Solo dopo un'ulteriore penetrazione nel Paese sarà possibile decidere se i restanti funzionari possono essere lasciati in carica o consegnati al Sonderkommando. L'obiettivo dovrebbe essere che quest'ultimo esegua la valutazione.
Nel giudicare la questione "colpevole o non colpevole", l'impressione personale dell'atteggiamento e del portamento del commissario dovrebbe, in linea di principio, contare più dei fatti che potrebbe non essere possibile provare.»

## Risposta
La prima bozza dell'Ordine dei commissari fu emessa dal generale Eugen Müller il 6 maggio 1941 e prevedeva l'uccisione di tutti i commissari per evitare che, una volta catturati, raggiungessero i campi di prigionia in Germania. Lo storico tedesco Hans-Adolf Jacobsen scrisse:
Il paragrafo in cui il generale Müller chiese ai comandanti dell'esercito di prevenire gli "eccessi" fu rimosso su richiesta dell'OKW. Brauchitsch modificò l'ordine il 24 maggio 1941, allegando il paragrafo di Müller e invitando l'esercito a mantenere la disciplina nell'esecuzione dell'ordine. La bozza finale dell'ordine fu emessa il 6 giugno 1941 e fu riservata solo ai comandanti più anziani, a cui fu chiesto di informare verbalmente i loro subordinati.
La propaganda nazista presentava l'Operazione Barbarossa come una guerra ideologico-razziale tra il nazionalsocialismo tedesco e il "giudeo-bolscevismo", disumanizzando il nemico sovietico come una forza di slavi Untermensch (subumani) e selvaggi "asiatici" impegnati in "metodi di combattimento barbari", comandati da malvagi commissari ebrei ai quali le truppe tedesche non avrebbero concesso nessuna pietà. La stragrande maggioranza degli ufficiali e dei soldati della Wehrmacht tendeva a considerare la guerra entro i termini nazisti, vedendo i loro avversari sovietici come subumani.
L'applicazione dell'Ordine del Commissario portò a migliaia di esecuzioni. Lo storico tedesco Jürgen Förster scrisse nel 1989 che semplicemente non era vero che l'Ordine non fosse stato applicato, come affermarono la maggior parte dei comandanti dell'esercito tedesco nelle loro memorie e alcuni storici tedeschi come Ernst Nolte. La maggior parte delle unità tedesche eseguì l'Ordine. Erich von Manstein trasmise l'ordine ai suoi subordinati, i quali giustiziarono tutti i commissari catturati, motivo per cui fu condannato da un tribunale britannico nel 1949. Dopo la guerra, Manstein mentì sulla disobbedienza all'Ordine del Commissario, dicendo che si oppose all'ordine e non lo fece rispettare. Il 23 settembre 1941, dopo che diversi comandanti della Wehrmacht chiesero che l'ordine fosse ammorbidito per incoraggiare l'Armata Rossa ad arrendersi, Hitler rifiutò "qualsiasi modifica degli ordini esistenti riguardo al trattamento dei commissari politici".
Quando l'Ordine dei Commissari divenne noto, provocò una più forte resistenza contro le forze tedesche: questo effetto indesiderato fu citato negli appelli tedeschi a Hitler (ad esempio da Claus von Stauffenberg), che alla fine annullò l'Ordine del Commissario dopo un anno, il 6 maggio 1942.
L'ordine fu utilizzato come prova al processo di Norimberga e come parte della questione più ampia se i generali tedeschi fossero obbligati a seguire gli ordini di Hitler anche quando sapevano che quegli ordini fossero illegali.

### Approfondimenti
- Jürgen Förster, Das Unternehmen 'Barbarossa' als Eroberungs- und Vernichtungskrieg, in Germany and the Second World War, 1983,  pp. 435-440, ISBN 3-421-06098-3.
- Hans-Adolf Jacobsen, The Kommissarbefehl and Mass Executions of Soviet Russian Prisoners of War, in Krausnick Helmut, Buchheim Hans, Broszat Martin e Jacobsen Hans-Adolf (a cura di), Anatomy of the SS State, New York, Walker and Company, 1968, ISBN 978-0-00-211026-6.
- Helmut Krausnick, Kommissarbefehl und 'Gerichtsbarkeitserlass Barbarossa' in neuer Sicht, in Vierteljahrshefte für Zeitgeschichte, n. 25, 1977,  pp. 682-738.
- Reinhard Otto, Wehrmacht, Gestapo und sowjetische Kriegsgefangene im deutschen Reichsgebiet 1941/42, Monaco di Baviera, 1998, ISBN 3-486-64577-3.
- Felix Römer, Der Kommissarbefehl. Wehrmacht und NS-Verbrechen an der Ostfront 1941/42., Paderborn, Schöningh, 2008, ISBN 978-3-506-76595-6.
- Christian Streit, Keine Kameraden. Die Wehrmacht und die sowjetischen Kriegsgefangenen 1941–1945., Bonn, Dietz, 1991  [1979], ISBN 3-8012-5016-4.
- Felix Römer, The Wehrmacht in the War of Ideologies: The Army and Hitler’s Criminal Orders on the Eastern Front, in Alex J. Kay, Jeff Rutherford e David Stahel (a cura di), Nazi Policy on the Eastern Front, 1941: Total War, Genocide, and Radicalization, University of Rochester Press, 2012, ISBN 978-1-58046-407-9.